# Szaboiella
Szaboiella is een muggengeslacht uit de familie van de motmuggen (Psychodidae).

## Soorten
- S. foliacea Vaillant, 1979
- S. hibernica (Tonnoir, 1940)
- S. modenesii Salamanna & Raggio, 1984
- S. spinosa Vaillant, 1979